# Mary Poppins (personagem)
Mary Poppins é uma personagem fictícia e protagonista da série de oito livros de Pamela Lyndon Travers. Ela é uma babá mágica de origem desconhecida que chega à casa da família Banks em Londres, onde é dado o encargo dos filhos Banks e lhes ensina lições valiosas com um toque mágico. Julie Andrews, que interpretou a personagem na adaptação cinematográfica da Disney em 1964, ganhou o Oscar de Melhor Atriz.
Na sequência de 2018 Mary Poppins Returns (O Regresso de Mary Poppins em Portugal  ou O Retorno de Mary Poppins  no Brasil), também produzida pela Disney, a personagem foi interpretada por Emily Blunt e  por essa interpretação  recebeu uma indicação ao Globo de Ouro de melhor atriz em filme de comédia ou musical.

## Personagem
Mary Poppins - babá com poderes mágicos, que vai trabalhar na casa do Sr. Banks para cuidar de seus filhos; ela chega na casa do patrão voando e usando um guarda-chuva como paraquedas e traz consigo diversas brincadeiras que mudam a vida daquela família. Na versão cinematográfica, ela é uma mulher muito bonita, com um ar de graça e elegância sobre ela.

## Amigos e Parentes
Mary tem muitos parentes, cada um com poderes sobrenaturais de forma excêntrica, pelo menos, todos que aparecem nos livros. Ela parece ser bem conhecida em todo tipo de entidade mágica (bruxas, animais falantes, etc) que aparecem nos livros, alguns amam muito ela, já outros tem medo dela.
Algumas de suas aventuras ocorrem em Londres, ou em outros reinos estranhos, que mais tarde os escritores poderiam identificar como dimensões mágicas. Em termos literários, ela pode ser descrito como uma personagem que existe em cada gênero de fantasia (gótico, mítico ou urbano). 
Na versão cinematográfica o seu melhor amigo é Bert um homem animado e prestativo, ele é um velho amigo de Mary Poppins, que abre o filme tocando vários instrumentos sozinhos para ganhar dinheiro das pessoas que assistem; além disso, ele também faz pinturas na calçada e limpa chaminés.

## Versão Musical
Em ambos o West End e da Broadway versões do musical estágio, a Mary Poppins personagem é mais deliberadamente misteriosa do que na versão do filme. Ela é mais rigorosa com os filhos (que também são mais vilões que o seu livro e suas contrapartes de filme), mas ela só quer que eles se tornem o melhor que pode ser. Na versão teatral o que Bert sente por Mary não é amor platônico como no filme e no livro, lá ele é apaixonado por ela, e ela é consciente do amor dele para com ela, mas ela não quer nenhuma relação de afeto.

## Atrizes que já interpretaram Mary Poppins
- Julie Andrews, no filme da Disney ganhou o Oscar de Melhor Atriz.
- Mary Wickes, em um episódio da série de televisão Studio One em 1949.
- Laura Michelle Kelly, em Londres original e nas produções musicais da Broadway.
- Ashley Brown, na peça original da Broadway e na produção turnê originais dos EUA do musical palco.
- Scarlett Strallen, nas produções de Londres e Broadway do musical.
- Rani Mukherjee, em uma versão do filme de Bollywood .
- Verity Hunt-Ballard na produção original australiano do musical.
- Anne Hathaway fez o papel (em homenagem a Julie Andrews) em uma paródia curta no episódio 4 de Saturday Night Live em 2008.
- Whoppi Goldberg em um segmento da cerimônia de premiação do Tony Awards em 2008.
- Emily Blunt em Mary Poppins Returns em 2018, produção da Disney que é a sequência direta do filme de 1964.